# Ammobates solitarius
Ammobates solitarius är en biart som beskrevs av Nurse 1904. Ammobates solitarius ingår i släktet Ammobates och familjen långtungebin. Inga underarter finns listade i Catalogue of Life.